# 大英図書館
座標: 北緯51度31分46秒 西経0度07分37秒 / 北緯51.52944度 西経0.12694度
大英図書館（だいえいとしょかん、英: The British Library、略称: BL）は、イギリスの国立図書館。英国図書館とも訳される。
世界最大級の約1億7000万点もの資料を所蔵する、世界で最も重要な研究図書館であり、世界的な図書館の一つである。
ロンドンのセント・パンクラスに本館、ウェスト・ヨークシャーのボストン・スパに分館が置かれている。古今東西の幅広い言語の書籍を収集しているほか、雑誌、新聞、パンフレット、録音、特許、データベース、地図、切手、版画、絵画、その他多くの資料を保存している。
その2500万冊以上の網羅的なコレクションを数で上回るのは、2022年9月時点ではアメリカ合衆国首都ワシントンD.C.のアメリカ議会図書館のみである。このコレクションに含まれる作品には、紀元前1600年頃の時代にまで遡るものもある。大英博物館図書館といくつかの他の国立図書館との合併により1973年に設立された大英図書館はデジタル・文化・メディア・スポーツ省に従属し、法定納本制度の下でイギリスおよびアイルランドで出版された全ての図書を1部ずつ受け取り、イギリスの全国書誌を作成する。

## 歴史
1972年大英図書館法 (British Library Act 1972) に基づき、1973年に大英博物館図書館を母体として、ロンドンの国立中央図書館、国立科学発明参考図書館、国立科学技術貸出図書館など、既存のいくつかのイギリスの国立図書館が組織的に統合され、大英図書館が設立された。大英図書館の発足当初は、イギリスの景気が長期にわたって停滞した時期にあたり、新しい図書館施設の建設は行われず、蔵書は大英図書館に統合された各図書館の書庫に分散して保存された。しかし、資料数の増大とともに書庫スペースの不足が問題となり、1982年よりロンドン郊外のセント・パンクラスに建設される新館への移行事業が開始された。1998年、新聞図書館など専門図書館的な機能を持つ一部の図書館を除いて、大英図書館に所属する各図書館の蔵書が新館（セント・パンクラス館）に集約され、大英図書館は完全統合した。

### 大英図書館の前身

#### 大英博物館図書館
大英図書館所蔵の図書の大部分は、ハンス・スローンの蔵書（後のスローン文庫）が遺贈されて1753年に創設されたロンドンの大英博物館に併設されていた、大英博物館図書館からのものである。これに加えて、後にコットン文庫として知られるようになるロバート・コットンの蔵書、およびロバート・ハーリーとエドワード・ハーリーによるハーリー文庫も、共にそれぞれ図書館の基礎として利用された。その後、チャールズ・タウンリーのコレクションと国王ジョージ2世の17,000冊の蔵書が、1757年に図書館に寄贈された。1823年、国王ジョージ3世の私設文庫であったキングズ・ライブラリー（王室文庫）の65,000冊の書籍が図書館に統合された。1846年、トーマス・グレンヴィルの蔵書の写真が加わった。新しく取得した図書のための書庫スペースが不足したため、大英博物館は、モンタギュー・ハウスから、1823年から1826年にモンタギュー・ハウスの庭に建てられた建物へと移転した。なお、この建物は、今もなお大英博物館の本館として使用されている。1857年に開館したドーム型の図書閲覧室は、世界で最も有名な図書館建築の一つであった。
初めて図書館の蔵書の目録を作成したアントニオ・パニッツィが大英博物館の館長を務めた1856年から1866年の間に、大英博物館図書館の蔵書数は100万冊に達した。大英博物館図書館は、1950年から英国全国書誌の作成準備の責任を負った。大英博物館図書館の利用者の中には、チャールズ・ディケンズ、ウラジーミル・レーニン、カール・マルクス、ジョージ・バーナード・ショー、ヴァージニア・ウルフ、南方熊楠などの著名人もいた。例えば、カール・マルクスは毎日図書館に通い詰め、著書『資本論』の一部を大英博物館の資料を基に図書閲覧室で執筆した。ウラジーミル・レーニンは、Jacob Richterという偽名を使って、1902年から1911年の間に数回、大英博物館図書館を訪れた。レーニンは1907年に大英博物館図書館について次のように記している: 「一言言わせていただくと、大英博物館ほどの図書館は他にはありません。他のどの図書館よりも蔵書の差が少ないのです。」

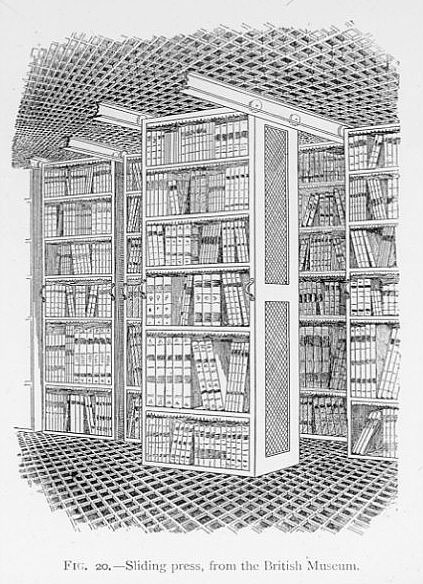
大英博物館のスライドする書架
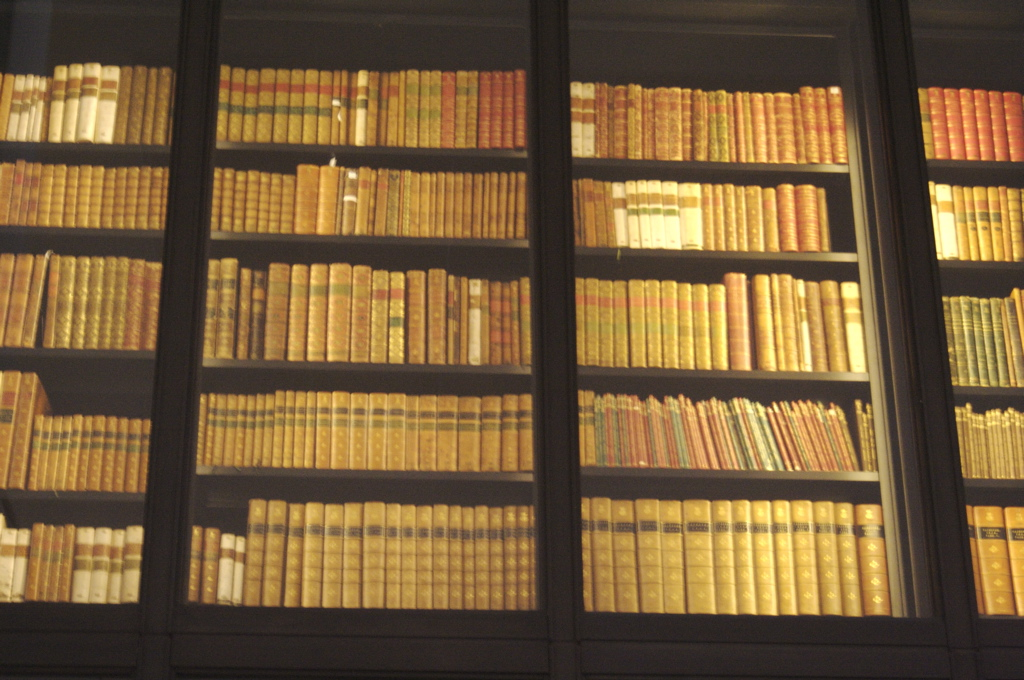
1823年から大英博物館図書館の蔵書となった、国王ジョージ3世の私設文庫
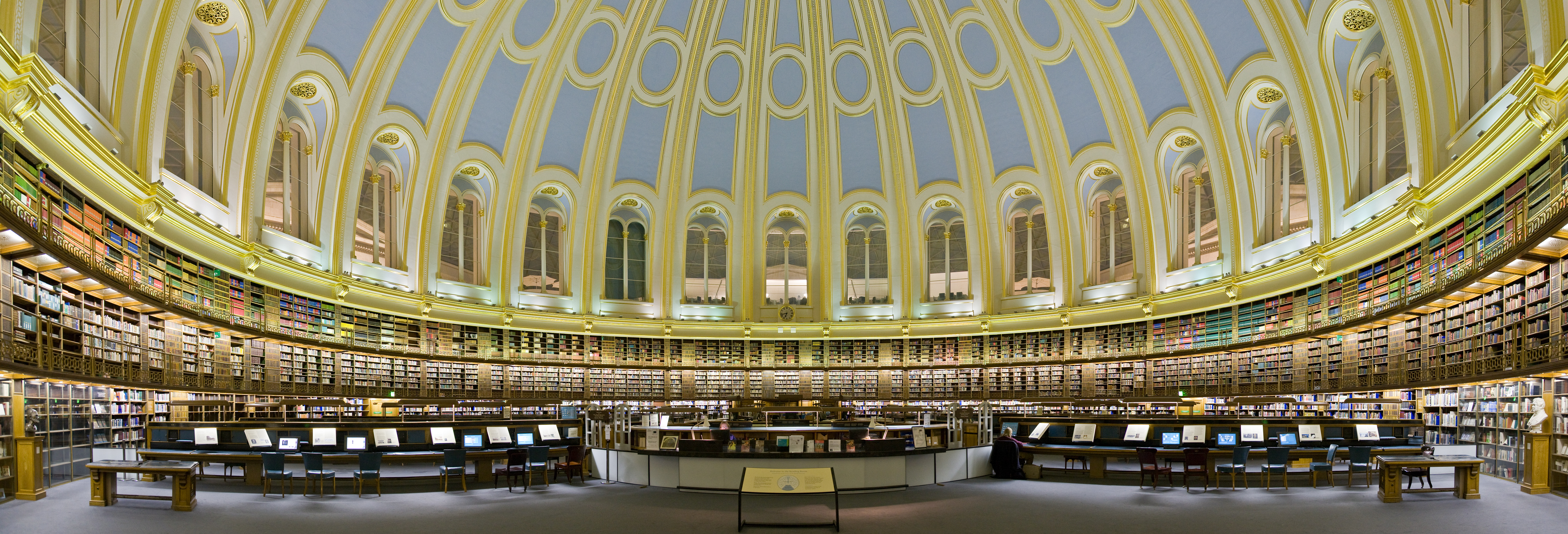
大英図書館に属する大英博物館図書館の図書閲覧室のパノラマ写真

#### その他の前身機関
大英図書館のもう一つの重要な構成要素は、1851年の特許法に遡る英国特許局の図書館である、1855年に開館した特許局図書館 (Patent Office Library) であった。特許文書の保管場所の不足に悩まされて早数年が過ぎた後、特許局図書館は大英博物館図書館と提携を結んだ。1962年に特許局図書館は国立科学発明参考図書館 (National Reference Library of Science and Invention) と改称した。
1916年には、学生中央図書館 (Central Library for Students) が創設され、学生に教育の場を提供した。1927年に学生中央図書館は図書館間相互貸借のための中央情報センター（クリアリングハウス）として提案された。1931年に王室認可を受けて、学生中央図書館は国立中央図書館 (National Central Library) と改称された。
また、1916年に国立科学技術貸出図書館 (National Lending Library for Science and Technology) が創設された。国立科学技術貸出図書館は、1961年からボストン・スパに所在し、1973年に大英図書館の貸出部門と合併した。1950年に設立された英国全国書誌 (British National Bibliography) の組織は、大英博物館図書館の支局として、イギリスで一週間のうちに出版された全ての図書の一覧表を作成する作業を担っていた。インドの独立後、インド局図書館 (India Office Library and Records) は英国外務省から分離された。インド局図書館の所蔵資料には、イギリス東インド会社の文書が含まれていた。

### 大英図書館への統合

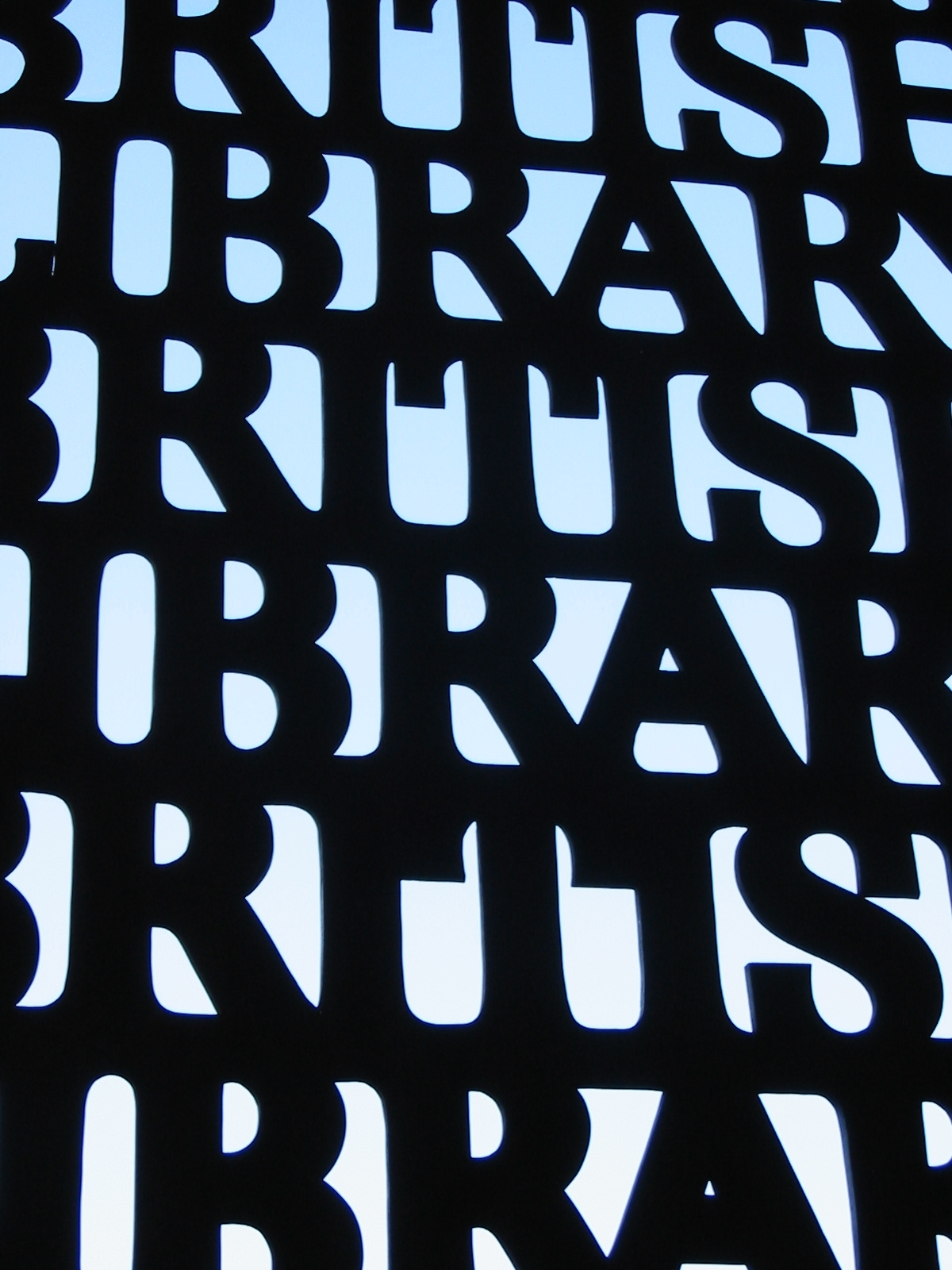
大英図書館の入口

上記の図書館の多くは、膨大な資料の書庫スペースの不足に苦労していた。1960年に大英博物館図書館は、資料の書庫スペースが不足していた特許局図書館と合併した。フレデリック・シドニー・デイントンは、1969年に単一の国立図書館および国家遺産委員会 (National Heritage Committee) の創設を提案した。
1972年に英国議会が大英図書館法を可決したことにより、大英博物館図書館は、国立科学発明参考図書館、国立中央図書館、国立科学技術貸出図書館のような、国家として重要ないくつかの図書館と合併した。大英図書館の設立をもって、大英図書館は、納本を受け取る権利および全国書誌の作成業務を引き継いだ。正式には1973年7月1日に設立された。大英図書館の監督責任は大英図書館理事会 (British Library Board) が負うことになった。1974年には英国全国書誌 (British National Bibliography) と科学技術情報局 (Office for Scientific and Technical Information) が大英図書館に加わった。1982年にインド局図書館 (India Office Library and Records) が、1983年には大英録音音響研究所 (British Institute of Recorded Sound) が、それぞれ大英図書館に統合された。大英図書館の本館は、1998年にロンドン・カムデン区のセント・パンクラスに建てられた新館に移転した。2003年には、270曲の楽譜を含む、ロイヤル・フィルハーモニック協会の資料が大英図書館に100万ポンドで売却された。

## 法定納本図書館として

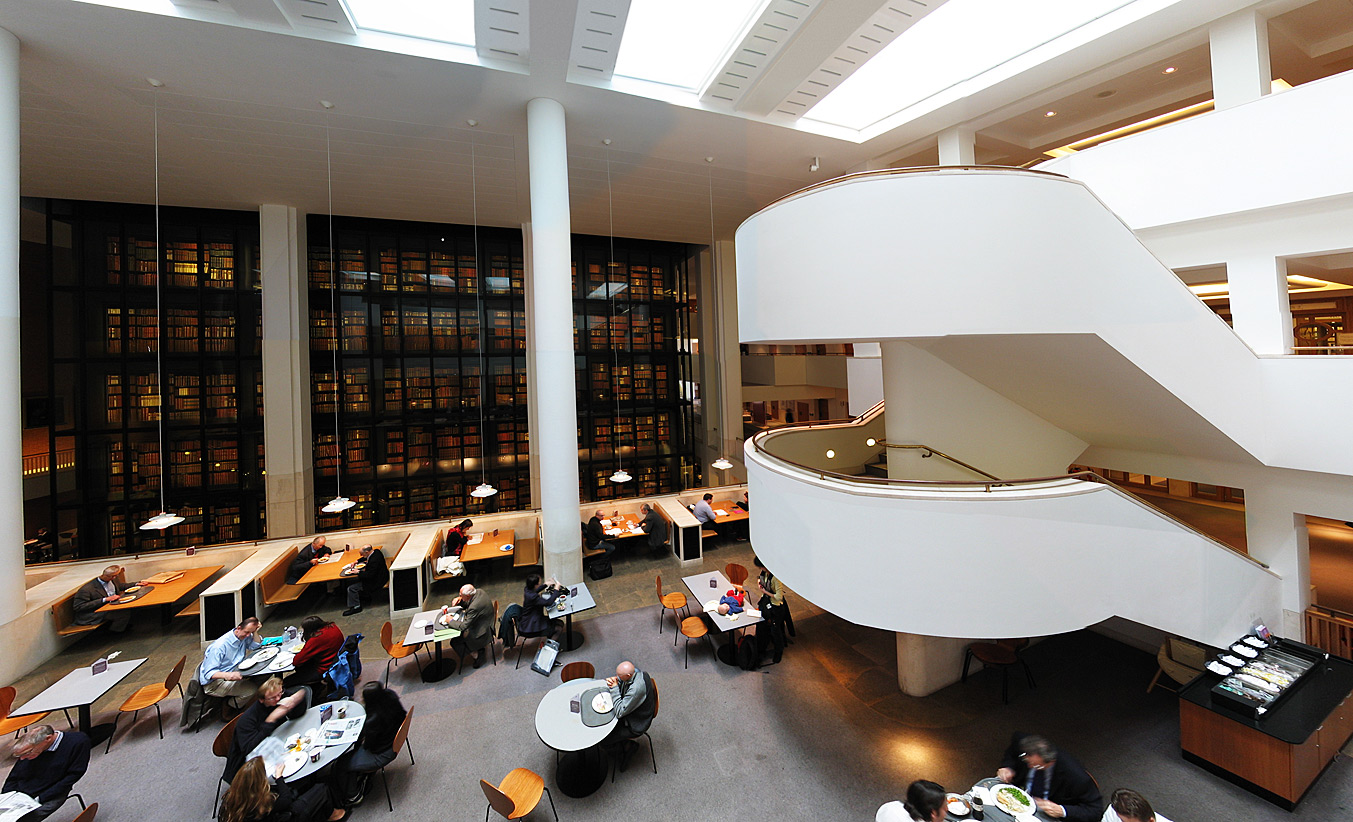
大英図書館の内部

イングランドにおける納本制度の歴史は、1610年にトーマス・ボドリーが書籍出版業組合と協定を結んで、同組合が登録した全ての書籍を1部ずつボドリー図書館に納めさせたところまで遡ることができる。1662年出版許可法 (Press Licensing Act of 1662) により王室図書館 (Royal Library) に対する最初の法定納本制度が敷かれた後、幾度かの制度の改定を経て、1911年著作権法の成立により、大英図書館およびイギリスとアイルランドにある他の5館の納本図書館が、イギリスで出版または頒布された全ての出版物を1部ずつ受け取る資格があることを保証する、現行の法定納本制度の基礎が確立された。大英図書館以外の5館の納本図書館とは、オックスフォードのボドリー図書館、ケンブリッジの大学図書館、ダブリンのトリニティ・カレッジ図書館、スコットランド国立図書館、ウェールズ国立図書館である。これらの図書館の中で、上記の5館については、納本を受ける資格は与えられているが、実際に納本を受けることができるのは、出版日から12ヶ月以内に納本エージェンシー (Agency for the Legal Deposit Libraries) を介して出版者に納本の請求をした場合に限られるのに対して、大英図書館は、イギリスで出版される全ての出版物を出版日から起算して1ヶ月以内に自動的に1部ずつ受け取ることになっていて、出版者に納本を義務付ける唯一の法定納本図書館である。また、1869年以降、大英図書館はイギリスで印刷された全ての新聞も1部ずつ受け取っている。
さらに、アイルランドの著作権法（直近では2000年著作権及び関連の諸権利に関する法律）の条項の下、アイルランド国立図書館、ダブリンのトリニティ・カレッジ図書館、リムリック大学の図書館、ダブリンシティ大学の図書館、アイルランド国立大学を構成する4大学の図書館と並んで、大英図書館は、アイルランドで出版された全ての図書を1部ずつ自動的に受け取る資格を有する。ボドリー図書館、ケンブリッジ大学図書館、スコットランド国立図書館、ウェールズ国立図書館も、アイルランドで出版された資料の納本を受け取る権利があるが、イギリスでの法定納本の権利と同様に、出版者に正式に請求した場合に限られる。
2002年12月にイギリスのクリス・モール下院議員が議員立法法案を提出し、後に2003年法定納本図書館法となった。この法律は、それまでのイギリスの著作権法による法定納本制度の対象に含まれていなかった、マイクロ形態資料やCD-ROM、電子ジャーナル、精選されたウェブサイトをはじめとする電子出版物などの非印刷出版物にまで納入対象を拡大するものであり、イギリスの新しい法定納入制度として、2004年2月1日に施行された。

## 所蔵資料
大英図書館はその設立の経緯から、イギリスの旧王室図書館を経て大英博物館に集められた蔵書を数多く所有し、世界中の3000年分にわたる写本、稀覯本と言ったものが多数蔵書として管理されているのが特徴である。古書や外国文献の収集も盛んに行われている。
また、セント・パンクラス館内には、人文、科学技術、貴重書、手稿、東洋・インド文献などの複数のテーマ別閲覧室が設置されている。
大英図書館の蔵書は、毎年およそ300万冊のペースで増加しており、一日あたりに換算すると、毎日8,000冊ほどの新刊が納められていることになる。図書館の書架の長さの総延長は625kmで、一年に12km延びている計算になる。所蔵する最古の資料は中国の甲骨で、紀元前1600年にまで遡る。蔵書（所蔵品）の構成は、2500万冊以上の書籍、5800万件の特許、92万部の新聞・雑誌、160万曲の音楽、800のデータベース、40万リールのマイクロフィルム、800万点の切手・証紙、430万点の地図制作用品である。

### 図書コレクション
大英図書館の蔵書の中で最も重要なものは、マグナ・カルタの手稿（2部）、ベーオウルフ叙事詩の唯一保存された古写本、グーテンベルク聖書（2冊）、シェイクスピアのファースト・フォリオ（5冊）、シナイ写本である。大英図書館によると、同館の2500万冊以上の蔵書は、これまでにイギリスで印刷されたほぼ全ての図書を網羅しているという。さらに、図書の購入については、大英図書館にとって必要なものだけに留まらない。例えば、2012年に大英図書館はヨーロッパで最も古い有名な書物である聖カスバートの福音書の写本を購入した。この写本は、聖カスバートの死後、698年頃に棺とともに埋められたもので、大英図書館はこれを900万ポンドで購入した。印刷されたものとして世に知られた世界最古の書物は、グーテンベルク聖書よりも600年近く前に出された、中国の金剛般若経の868年5月11日の版で、大英図書館に所蔵されている。このほか、サントメール、ボーフォート、パリ、スフォルツァ家、テイマウス城、エティエンヌ・シュヴァリエの各時祷書を所蔵する。また、世界最大の聖書コレクションも大英図書館に所蔵されており、前述したグーテンベルク聖書とシナイ写本の他に、グランヴァルの聖書、フランケンタールの聖書、リンディスファーンの福音書などがある。

### 貴重な所蔵品
大英図書館が選ぶ貴重な所蔵品には以下のような品がある:
- 金剛般若経（出版年が確認できる世界最古の印刷書で[24]、唐代の868年に印刷された）
- シナイ写本の大部分（4世紀頃にコイネー・ギリシャ語で書かれた、世界で2番目に古い聖書の写本[25]）
- アレクサンドリア写本（コイネー・ギリシャ語で書かれた初期の聖書の写本）
- リンディスファーンの福音書（ノーサンブリアで製作された福音書のラテン語装飾写本）
- 聖カスバートの福音書（英語版）（西洋風の装丁がなされた最古のノーサンブリアの福音書）
- 2冊のグーテンベルク聖書（1450年代にドイツのマインツで印刷されたラテン語聖書）
- 1215年のマグナ・カルタの手稿（2部）
- 唯一保存された叙事詩『ベーオウルフ』の古写本（英語版）[26]
- ベッドフォードの時祷書（英語版）（かつてベッドフォード公が所有していた、豊かに彩られた中世後期の時祷書）
- 皇帝イヴァン・アレクサンダルの諸福音書（英語版）（1355年から1356年にかけて製作された、最も重要な中世ブルガリアの装飾写本）
- アランデル手稿（英語版）（レオナルド・ダ・ヴィンチ手稿の一つ）
- 1534年のウィリアム・ティンダル訳『新約聖書』英語版（アン・ブーリンの蔵書より[27]）
- ヘンデル作曲の『メサイア』の自筆譜
- ルイス・キャロルの『不思議の国のアリス』の手稿

## 歴代館長および主任司書
館長
- 初代：ハリー・フックウェイ（英語版）（1973年 - 1984年）
- 第2代：ケネス・クーパー（1984年 - 1991年）
- 第3代：ブライアン・ラン（英語版）（1991年 - 2000年）
- 第4代：リン・ブリンドリー（英語版）（2000年 - 2012年）
- 第5代：ロリー・キーティング（英語版）（2012年 - ）

主任司書
- 初代：キャロライン・ブレイジャー（英語版）（2013年 - 2018年）
- 第2代：リズ・ジョリー（英語版）（2018年 - ）